# AP3D1
AP3D1‏ (Adaptor related protein complex 3 subunit delta 1) هوَ بروتين يُشَفر بواسطة جين AP3D1 في الإنسان.